# Kazuki Nakajima
Kazuki Nakajima, född 11 januari 1985 i Okazaki, är en japansk racerförare. Han är son till racerföraren Satoru Nakajima.

## Racingkarriär
Nakajima tog 2003 segern i Formula Toyota och året därpå tog han steget upp till det japanska Formel 3-mästerskapet, där han slutade femma med två segrar under sitt första år, och tvåa året därpå, åter igen med två segrar. Han tävlade också i det japanska GT-mästerskapet Super GT där han slutade 8:a. 2006 debuterade han i europeiska Formel 3 där han slutade på en sjunde plats.
2007 tävlade han för DAMS i GP2-serien, steget alldeles under Formel 1 och slutade på en imponerande 6:e-plats. Samtidigt var han testförare för Williams i Formel 1.
Under säsongens sista lopp i Brasilien, fick Kazuki ersätta Alexander Wurz, som slutade. Williams underströk att detta var ett sätt för Nakajima få erfarenhet av bilen snarare än en utvärdering rörande en förarplats i stallet. I november 2007 meddelades det dock att Nakajima skulle bli en av stallets förare säsongen 2008. Han tog sina första poäng i sitt andra lopp i Australien 2008 där han kom sexa och tog senare några sjunde- och åttondeplatser. Han lyckades dock aldrig utmana sin stallkamrat Nico Rosberg och slutade på en femtonde plats i mästerskapet. Nakajima fortsatte i stallet säsongen 2009, men blev den enda förare som körde alla lopp utan att ta en enda poäng och slutade på en 20:e plats, jämfört med sin stallkamrats 7:e plats.
Kazuki fick sparken från Williams men uppgavs vara klar förare för Stefan GP, som dock aldrig kom till start till säsongen 2010. Kazuki blev kvar utan en styrning och lämnade Formel 1.
2011 var han tillbaka i Japan och körde både Super GT, där han slutade 10:a, och Formel Nippon, där han slutade på en andraplats. Han vann mästerskapet 2012 och slutade sjua i Super GT, men trots detta visade inga större racingserier intresse för honom.
Även 2013 tillbringades i Japan, och det blev en fjärdeplats i Formel Nippon och en tredjeplats i Super GT, körandes i en Lexus SC430 i GT500-klassen för TOM'S officiella Lexus-team. Han är kvar i samma team 2014 i både Super GT och Formel Nippon. 

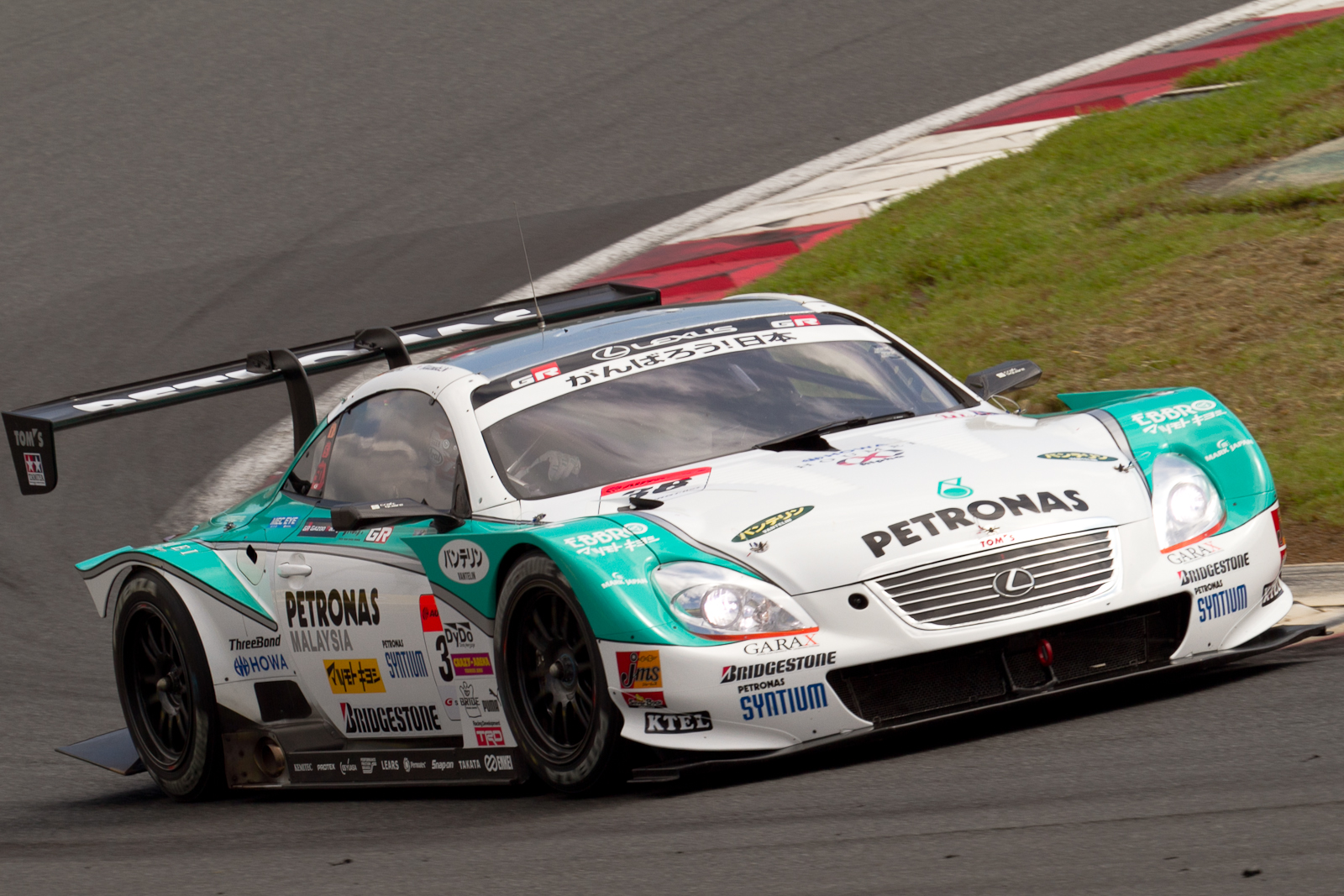
Kazuki i sin TOM'S Lexus SC430

Bortsett framgångarna i Japan har Kazuki också tävlat i FIA World Endurance Championship för Toyota Racing, då han 2012 och 2013 vann 6-timmarsloppet i Fuji i Japan och 2012 och 2014 slutat tvåa i 6-timmarsloppet på Silverstone. År 2018 vann han med Toyota Le Mans 24-timmars tillsammans med Sébastien Buemi och Fernando Alonso.

## F1-karriär

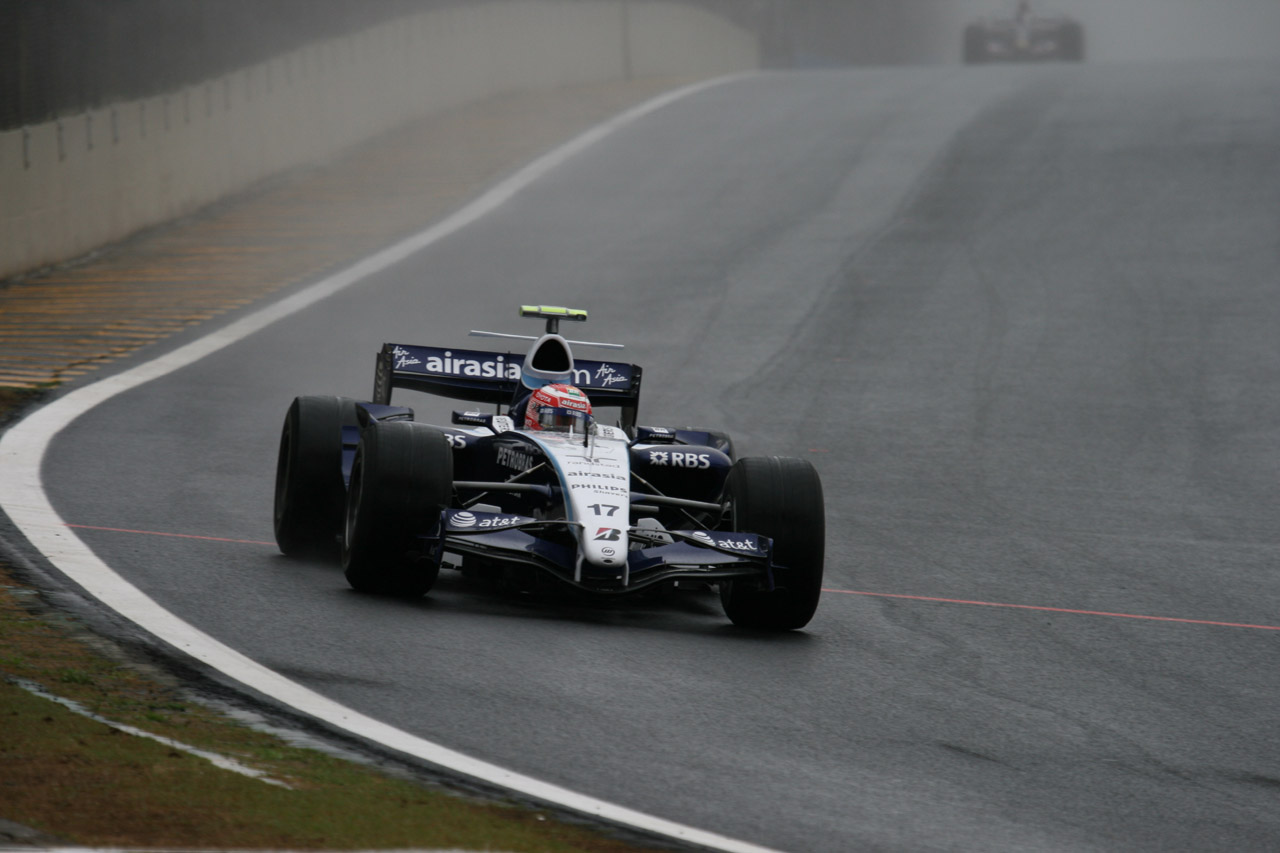
Kazuki Nakajima under träning i.

| Säsong                | Stall/Tillverkare     | Placering             | Lopp | Poäng | Etta | Tvåa | Trea | Pole | Varv |
| --------------------- | --------------------- | --------------------- | ---- | ----- | ---- | ---- | ---- | ---- | ---- |
| 2007                  | Williams-Toyota       | 22                    | 1    | 0     |      |      |      |      |      |
| 2008                  | Williams-Toyota       | 15                    | 18   | 9     |      |      |      |      |      |
| 2009                  | Williams-Toyota       | 20                    | 17   | 0     |      |      |      |      |      |
| Sammanlagt 3 säsonger | Sammanlagt 3 säsonger | Sammanlagt 3 säsonger | 36   | 9     | 0    | 0    | 0    | 0    | 0    |